# Simplified Aid for EVA Rescue

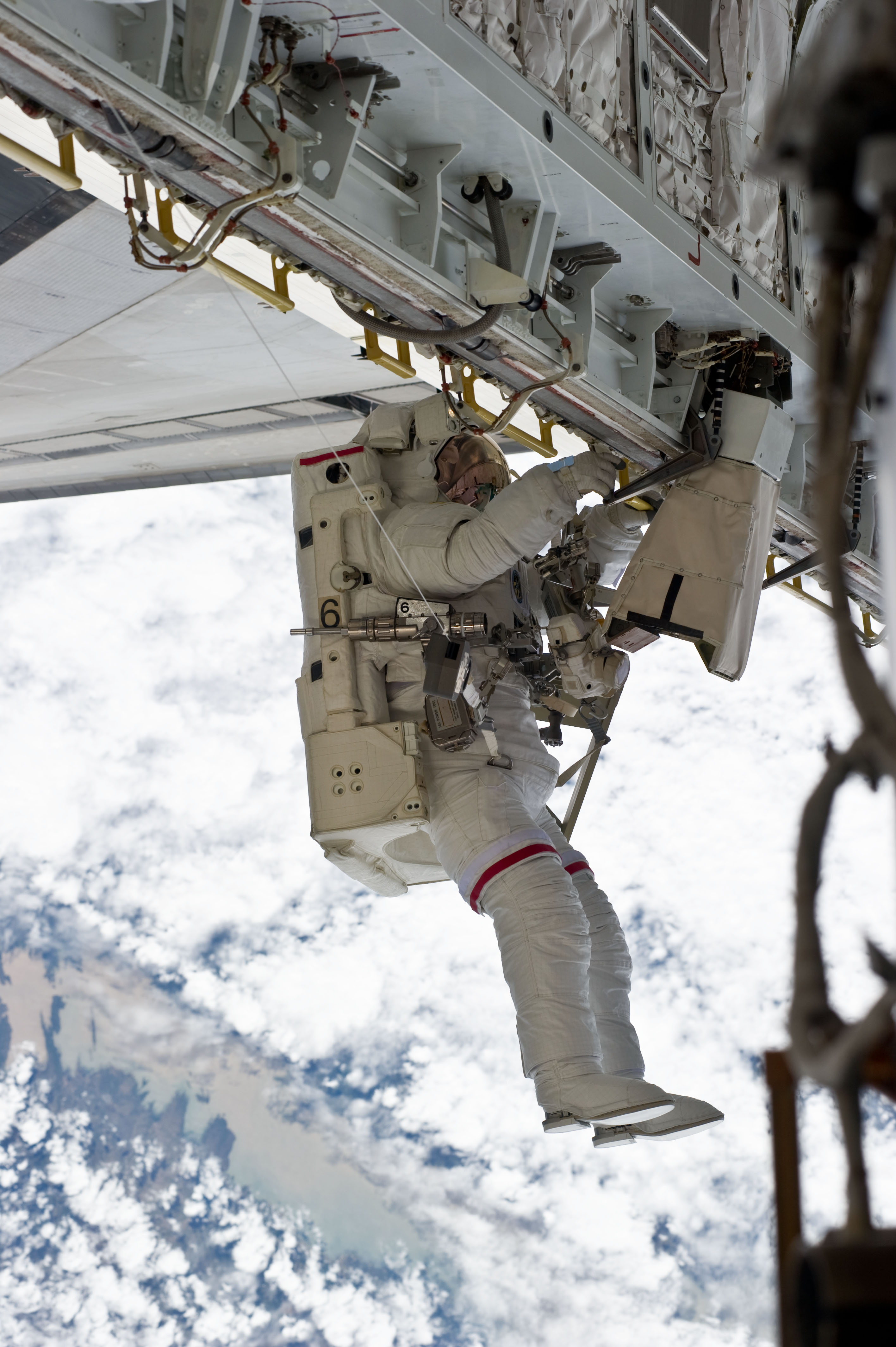
Il SAFER indossato dall'astronauta Richard Mastracchio durante un'attività extraveicolare.

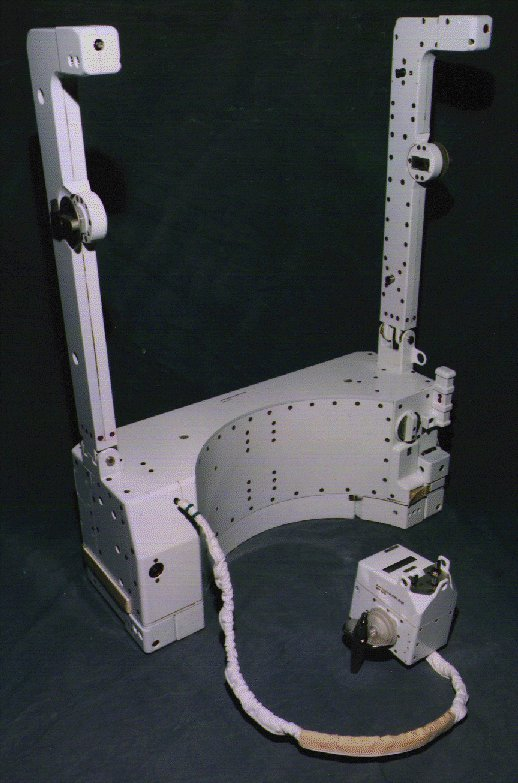
Il jet pack SAFER.

Il Simplified Aid For EVA Rescue (SAFER) è un piccolo jet pack autosufficiente da portare sulla schiena che viene indossato dagli astronauti durante le attività extraveicolari (EVA). Il SAFER è, di fatto, una versione semplificata della Manned Maneuvering Unit (MMU), usata per tre missioni dello Space Shuttle Challenger nel 1984, ma, al contrario di questa, viene utilizzato solamente in caso di emergenza.
Il SAFER è stato indossato durante attività esterne sia alla Stazione spaziale internazionale che allo Space Shuttle e, qualora l'astronauta perdesse il contatto fisico con il velivolo, esso gli permetterebbe di raggiungerlo nuovamente in una condizione di volo libero. Al 2020, però, una tale evenienza non si è ancora verificata e il SAFER è stato azionato solo in occasioni di test.

## Storia
Il SAFER è stato progettato come dispositivo di auto-soccorso da utilizzare nel caso in cui, nonostante l'utilizzo di dispositivi di sicurezza quali i cavi e il braccio robotico, un astronauta partecipante ad un'attività extraveicolare si venga a trovare completamente isolato e nessun veicolo possa provvedere al suo recupero. L'invenzione del dispositivo si deve a Paul Cottingham, Ted Christian e all'ex astronauta Joseph Kerwin, i quali idearono il SAFER nell'ambito del progetto per la costruzione della stazione spaziale Freedom, poi cancellato e sostituito da quello della ISS. Nonostante la cancellazione del progetto Freedom, l'idea non si perse comunque e il dispositivo fu finanziato dal Programma Space Shuttle e sviluppato dalla Lockheed Martin e da personale della NASA presso il Johnson Space Center. In particolare, la gestione del progetto SAFER e dei suoi test fu affidata a Ralph Anderson, uno dei responsabili di progetto del programma Space Shuttle.
Il SAFER fu testato per la prima volta nello spazio il 9 settembre 1994, durante la missione STS-64, quando prima Mark Lee e poi Carl Meade effettuarono due voli liberi di prova attorno al braccio robotico Canadarm effettuando anche un test del sistema automatico di controllo d'assetto del SAFER. Quest'ultimo sistema è in grado di arrestare la rotazione incontrollata che un astronauta isolato potrebbe sperimentare nel caso di una separazione accidentale dai sistemi di sicurezza. Un altro test fu effettuato nell'ottobre 2000, nel corso della missione STS-92, dagli astronauti Peter Wisoff e Michael López-Alegría, i quali si allontanarono fino a 15 m dallo Space Shuttle pur rimanendovi legati con i cavi di sicurezza.

## Struttura e utilizzo
Come detto, il SAFER è in pratica una MMU in miniatura ma, anziché essere manovrato attraverso due controller posizionati su due bracci estraibili posti a fianco dell'astronauta, esso si controlla grazie a una scatola comandi agganciata sulla parte anteriore della tuta spaziale. Come l'MMU anche il SAFER è dotato di 24 ugelli posti in diverse posizioni dai quali viene fatto uscire azoto ma il suo contenuto di gas è molto inferiore rispetto a quello della MMU, cosa che ha consentito di limitarne le dimensioni.
Oggi il SAFER, che ha un peso di circa 38 kg e può fornire una variazione impulsiva di velocità, Delta-v, di almeno 3 m/s, è indossato da tutti i membri dell'equipaggio della ISS che portano una tuta EMU, mentre non è indossabile con le tute Orlan.

## Incidenti
Nel corso di EVA effettuata da Piers Sellers nell'ambito della missione STS-121, nel luglio 2006, la chiusura sul lato sinistro del SAFER indossato dall'astronauta si aprì mentre Sellers stava testando tecniche di riparazione sulla navetta. Il meccanismo di chiusura era stato inavvertitamente urtato e spostato in posizione di apertura, così, per precauzione, Mike Fossum, anch'egli impegnato nell'EVA, agganciò a sé il compagno con un cavo, permettendo così la prosecuzione dell'attività esterna. Onde evitare nuove aperture accidentali nel corso della stessa missione, una volta ripristinata la chiusura a bordo dello Shuttle, i due meccanismi furono assicurati con del nastro adesivo Kapton, mentre per le missioni successive fu sviluppata una copertura rigida di sicurezza.